# Ennetbürgen
Ennetbürgen – miejscowość i gmina w środkowej Szwajcarii, w kantonie Nidwalden. Leży nad Jeziorem Czterech Kantonów.  

## Demografia
W Ennetbürgen mieszka 5 061 osób. W 2021 roku 17% populacji gminy stanowiły osoby urodzone poza Szwajcarią. 

## Transport
Na terenie gminy leży część portu lotniczego Buochs, reszta natomiast leży w gminach Buochs oraz Stans.